# Горчаково (Московская область)

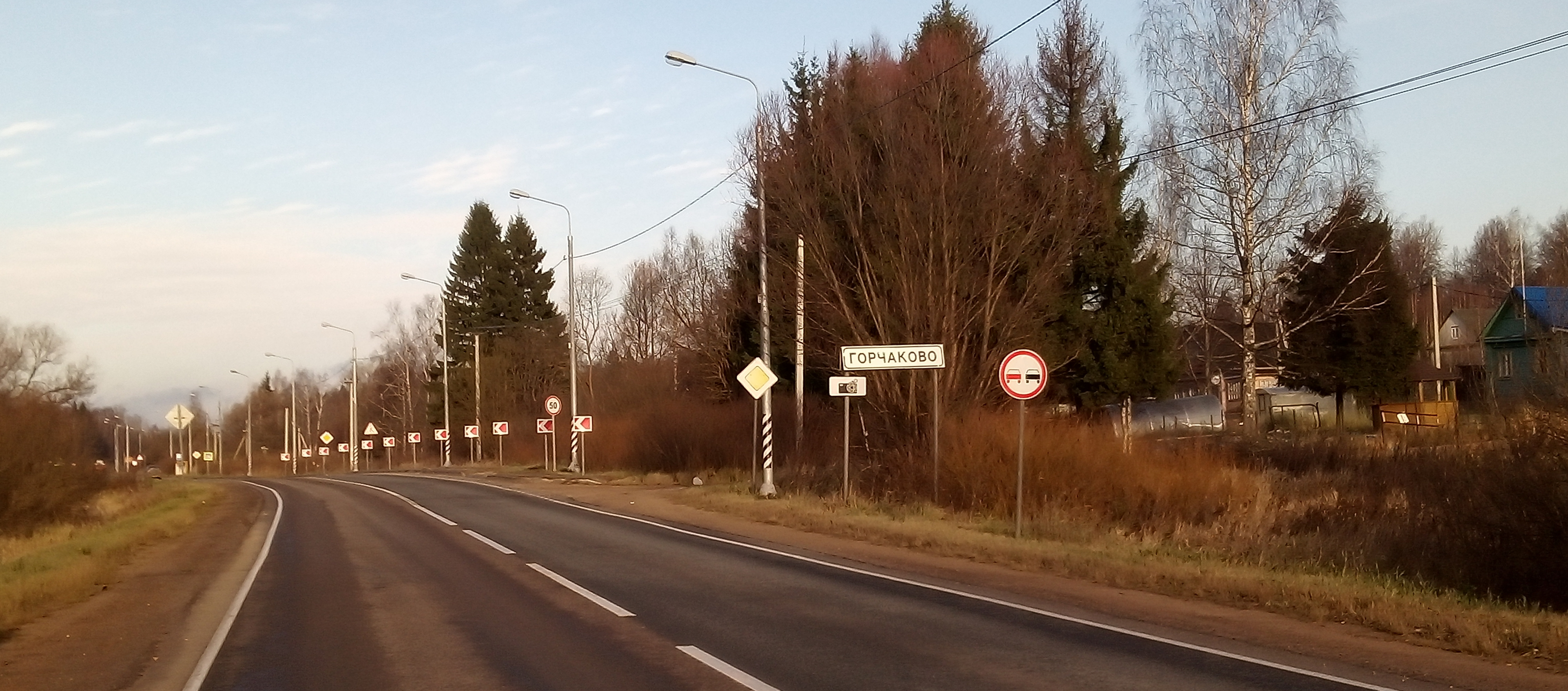
Октябрь 2019.

Горчаково — деревня в Дмитровском районе Московской области, в составе сельского поселения Синьковское. До 2006 года Горчаково входило в состав Кульпинского сельского округа.

## Расположение
Деревня расположена в западной части района, примерно в 25 км к западу от Дмитрова, на междуречье Яхромы и Лутосни, высота центра над уровнем моря 219 м. Ближайшие населённые пункты — Сальково в 1 км на юго-восток и Головино в 1,5 км на юг. Через деревню проходит региональная автодорога Р-113 Рогачёвское шоссе .

## Население
| 2002 | 2006 | 2010 |
| ---- | ---- | ---- |
| 11   | ↘4   | →4   |